# بوروونیتسه (ناحیه ریخنوف ناد کنیژنوو)
بوروونیتسه (به چکی: Borovnice) یک منطقهٔ مسکونی در جمهوری چک است که در ناحیه ریخنوف ناد کنیژنوو واقع شده‌است. بوروونیتسه ۳۷۳ نفر جمعیت دارد.